# Olari (Espoo, Finska)
Olari (ili švedski Olars) je jedan od okruga finskog grada Espoo. Olari je smješten oko 15km zapadno od središta Helsinkija. Područje ima oko 15000 stanovnika, uglavnom obitelji srednje klase.